# Begonia rex
Begonia rex, известна и като кралска/царска бегония (от лат. rex: крал), е вид цъфтящо растение от семейство Бегониеви. Среща се от Аруначал Прадеш до Югоизточен Китай и е въведен в Бангладеш, Куба и Испаньола.

## Сортове
Кралската бегония е родител на над 500 сорта в групата стайни растения Begonia Rex Cultorum. Други родители в множеството кръстоски, направени по време на създаването на групата, включват:
- Begonia annulata
- Begonia cathayana
- Begonia decora
- Begonia diadema
- Begonia dregei
- Begonia grandis
- Begonia hatacoa
- Begonia palmata
- Begonia xanthina

Следните сортове в групата Begonia Rex Cultorum са печелили наградата за градински заслуги на Кралското градинарско дружество:
- Benitochiba
- Carolina Moon
- China Curl
- Curly Fireflush
- David Blais
- Dewdrop
- Emerald Beauty
- Escargot
- Fireworks
- Green Gold
- Helen Lewis
- Hilo Holiday
- Ironstone
- Martin Johnson
- Midnight Magic
- Mikado
- Namur
- Orient
- Pink Champagne
- Princess of Hanove
- Red Robin
- Regal Minuet
- Rocheart
- Roi de Roses
- Sal's Comet
- Sea Serpent
- Silver Cloud
- Silver King
- Silver Queen

## Галерия
- Begonia rex, сорт Red Tango
- Begonia rex, сорт imperator